# Olympische Winterspiele 1984/Ski Alpin
Bei den XIV. Olympischen Spielen 1984 in Sarajevo fanden sechs Wettbewerbe im Alpinen Skisport statt. Die Pisten befanden sich an den Hängen der Berge Bjelašnica und Jahorina.
Erstmals vergab die FIS bei diesen Olympischen Spielen für die Bestplatzierten keine Weltmeisterschaftsmedaillen. Die nächsten Weltmeisterschaften fanden erst ein Jahr später in Bormio statt. Es gab auch keine Kombinationswertung.
Ein Jahr vorher waren zuerst für die Herren, danach für die Damen vorolympische Abfahrtsläufe durchgeführt worden, die zum Weltcup zählten. Jene am 28. Januar wurde von Gerhard Pfaffenbichler gewonnen, jedoch konnte 1984 keiner der 15 in den Weltcuprängen Klassierten eine olympische Medaille erringen. Im Gegensatz dazu gewann die am 5. Februar 1983 siegreich gewesenen Maria Walliser die Silber- und die Viertplatzierte Olga Charvátová die Bronzemedaille.

## Bilanz

### Medaillenspiegel
| Platz  | Land               | Gold | Silber | Bronze | Gesamt |
| ------ | ------------------ | ---- | ------ | ------ | ------ |
| 1      | Vereinigte Staaten | 3    | 2      | –      | 5      |
| 2      | Schweiz            | 2    | 2      | –      | 4      |
| 3      | Italien            | 1    | –      | –      | 1      |
| 4      | Frankreich         | –    | 1      | 2      | 3      |
| 5      | Jugoslawien        | –    | 1      | –      | 1      |
| 6      | Liechtenstein      | –    | –      | 2      | 2      |
| 7      | Österreich         | –    | –      | 1      | 1      |
| 7      | Tschechoslowakei   | –    | –      | 1      | 1      |
| Gesamt | Gesamt             | 6    | 6      | 6      | 18     |

### Medaillengewinner
Männer
| Disziplin    | Gold               | Silber             | Bronze               |
| ------------ | ------------------ | ------------------ | -------------------- |
| Abfahrt      | Bill Johnson (USA) | Peter Müller (SUI) | Anton Steiner (AUT)  |
| Riesenslalom | Max Julen (SUI)    | Jure Franko (YUG)  | Andreas Wenzel (LIE) |
| Slalom       | Phil Mahre (USA)   | Steve Mahre (USA)  | Didier Bouvet (FRA)  |

Frauen
| Disziplin    | Gold                   | Silber                | Bronze                |
| ------------ | ---------------------- | --------------------- | --------------------- |
| Abfahrt      | Michela Figini (SUI)   | Maria Walliser (SUI)  | Olga Charvátová (TCH) |
| Riesenslalom | Debbie Armstrong (USA) | Christin Cooper (USA) | Perrine Pelen (FRA)   |
| Slalom       | Paoletta Magoni (ITA)  | Perrine Pelen (FRA)   | Ursula Konzett (LIE)  |

## Sportliches Geschehen
Selektionierungen:
- Der französische Selektionär gab sein Team für die alpinen Skibewerbe schon am 29. Januar mit 6 Herren und 8 Damen bekannt.[1]
- Zur Abfahrtsaufstellung der Schweizer Herren gab Abfahrtstrainer Karl Frehsner am 3. Februar 1984, gleich nach dem Rennen in Cortina d’Ampezzo (dieses war von Helmut Höflehner gewonnen worden und hatte als „Olympiahauptprobe“ gegolten), ein Quintett bekannt. Über Pirmin Zurbriggen und Urs Räber gab es keine Diskussion (sie waren bereits „vorqualifiziert“), die weiteren Aspiranten waren Conradin Cathomen, Franz Heinzer und Peter Müller, von denen in einer Ausscheidung zwei ausgewählt werden sollten. Somit blieben Bruno Kernen, der allerdings wegen einer fehlenden Spitzenplatzierung ohnehin nicht mit dem „Olympiaticket“ hatte rechnen dürfen, und Silvano Meli, den die Nicht-Nominierung schwer traf, unberücksichtigt. Nach den ersten Trainings wurde Räber fix gesetzt, Müller hatte sich als erster qualifiziert. Auch die Techniker des SSV mussten sich beweisen, wobei in der letzten Selektion Joël Gaspoz sich gegenüber als aussichtsreichere eingestufte Teammitglieder überraschend durchzusetzen vermochte, obwohl seine Saisonresultate nicht unbedingt für ihn sprachen. Trotzdem war Rang 6 von Jacques Lüthy am 4. Februar in Borowez zu spät gewesen. Es wurde von den Medien davon ausgegangen, dass gegen Martin Hangl die zu geringe Erfahrung und auch der Umstand sprachen, dass ihm im Januar (unter dem Selektionsdruck) nicht mehr ähnlich gute Platzierungen als zuvor gelungen waren. Hier waren Max Julen und Pirmin Zurbriggen schon früher bestimmt worden, Thomas Bürgler hatte sich seinen Teamplatz dank Rang 7 beim vorgenannten „Riesen“ in Borovez gesichert.[2][3]
- Bei den Österreichern waren es gerade die beiden Medaillengewinner von Lake Placid, Leonhard Stock und Peter Wirnsberger, die auf der Strecke blieben.[4]

Hinsichtlich Borowetz war es kurios, dass ausgerechnet die dort mit den jeweils auf Rang 1 und 2 platzierten Ingemar Stenmark bzw. Marc Girardelli (im Slalom zwei Laufbestzeiten) in Sarajewo nicht startberechtigt waren. Hubert Strolz wurde der letzte Startplatz beim ÖSV zugeteilt. Fraglich war letztlich auch gewesen, wer der vierte Läufer bei den Abfahrts-Herren des ÖSV sein werde, Trainer Karl Kahr entschied sich nach den Zeitläufen, bei denen Peter Müller, Bill Johnson, Pirmin Zurbriggen und Anton Steiner jeweils Bestzeiten gefahren wurden, für den Osttiroler (damit war auch der Weltmeister von 1982, Harti Weirather, eliminiert), was sich als gute Wahl herausstellen sollte, denn dieser eroberte dann auch die immer wieder zitierte überhaupt einzige Olympiamedaille. Die Absage der Abfahrt am 9. Februar, die bereits zwei Stunden vor dem Start um 12 h erfolgt war, brachte vorerst eine Verschiebung auf 10. Februar, es war eine neue Startnummernauslosung notwendig. Am 9. Februar war die Reihenfolge der ersten 18 Müller, Johnson, Brooker, Höflehner, Resch, Räber, Steiner, Cathomen, Athans, Mair, Podborski, Zurbriggen, Lee, Klammer, Wildgruber, Gidoni, Dürr und Makeev gewesen, anderntags hieß es Mair, Zurbriggen, Räber, Höflehner, Steiner, Lee, Athans, Podborski, Wildgruber, Cathomen, Resch, Klammer, Müller, Johnson, Brooker. Die Auslosung für den 12. Februar sah die Reihenfolge Johnson, Resch, Lee, Podborski, Zurbriggen, Brooker, Athans, Müller, Wildgruber, Steiner, Höflehner, Klammer, Mair, Cathomen, Räber vor.

### Renngeschehen
Herren::

Abfahrt:
- Auf Grund der erneuten Absage der Abfahrt am 12. Februar erlaubte der Präsident des ÖSV, Arnold Koller, seinen Fahrern eine kurzfristige Heimreise, die noch am selben Tag vorgenommen wurde. Die Fahrer blieben aber nur zwei Tage aus, kehrten bereits am 14. Februar wieder zurück.[12][13][14] Das lange Warten machte dem Schweizer Team weniger aus. Trainer Karl Frehsner erklärte, diesen Stress haben alle bereits beim Sommertraining 1983 in Argentinien erlebt, als die Witterung und auch weitere, teilweise von den heimischen Organisatoren ausgelöste Unzulänglichkeiten tagelang zugesetzt hatten.[15]
- Es gab sogar Gerüchte, die Abfahrt würde erst in Aspen gefahren, dafür würden zahlungskräftige Sponsoren aus den USA sorgen.[16]

Damen:

Abfahrt:
- Der Start von Irene Epple in der Abfahrt war fraglich gewesen, da sie sich im Training am 8. Februar eine Zerrung des Innenbandes im linken Knie zugezogen hatte, als sie bei der Landung nach dem gut 20 m weiten Sprung im Zielhang im Rücklage geraten und mit ihrem Gesäß den Boden touchiert hatte, wonach sie sich aber wieder aufrichten hatte können. Bereits am Abend des 10. Februar stand fest, dass am nächsten Tag kein Rennen stattfinden könne und es gab gleich eine Verschiebung auf 13. Februar.[17] und da auch der neue Termin nicht hielt (was schon am 12. Februar feststand[18]), wurde ein neues Programm mit Start am 15. Februar festgelegt. In den Abschlusstrainings am 14. Februar war Epple wieder dabei, aber sie war im ersten Lauf langsamste der DSV-Damen (ca. 2 s hinter der überhaupt Schnellsten Charvatova), was sie damit begründete, dass sie „erst einmal die Hemmschwelle nach ihrer Verletzung überwinden musste“. In der DSV-internen Qualifikation scheiterte Michaela Gerg (sie war knapp eine Sekunde langsamer als Heidi Wiesler).[19][20][21] Die Abfahrt musste aber am 15. Februar nach nur vier Läuferinnen der ersten Gruppe unterbrochen und letztlich abgebrochen werden, allerdings hatte die unerfahrene Jury zuerst einen Neustart angeordnet. Im Rennablauf hatten vorerst sechs als „vorgeloste“ oder „Sternchenfahrerinnen“ (siehe bitte „Abfahrtslauf“) zu bezeichnende Läuferinnen der hintersten Startgruppe den Wettkampf begonnen, wobei Ivana Valešová (ČSSR) gestürzt war, als sie einen Ski verloren hatte. Danach hatte mit Nr. 1 Michela Figini eine Zeit aufgestellt, die von Holly Flanders (Nr. 2) und Caroline Attia (Nr. 4) nicht erreicht wurde – dazwischen war mit Nr. 3 Gerry Sorensen an derselben Stelle wie Valešová auch mit verlorenem Ski ausgeschieden, wobei sie allerdings nicht gestürzt war. Ob ein Hörfehler zum Unterbruch geführt hatte (hatte es „hole“ für „Loch“ oder „hold“ („hold up“) für „anhalten“ geheißen?), ließ sich für die Journalisten nicht ermitteln. Scheinbar hatte die österreichische FIS-Delegierte Hilde Schmidt-Hofherr (es war dies die ehemalige Rennläuferin Hilde Hofherr) verstanden, dass sich ein Loch in der Piste befindet und ließ das Rennen zur „Instandsetzung“ stoppen. Startrichter O’Connor aus Kanada soll „hold up“ gehört haben[22][23][24][25]

Riesenslalom:
- Die ÖSV-Damen, die seit nunmehr schon ca. drei Jahren vor allem im Riesenslalom nicht mit der Weltspitze hatten mithalten können, was sich auch auf deren Rückfall in den Startlisten ausgewirkt hatte, waren durch diesen Umstand bereits im Hintertreffen; sie mussten mit Nr. 17 Kirchler, 24 Kronbichler, 28 Steiner und 32 Eder das Rennen aufnehmen.

## Ergebnisse Männer

### Abfahrt
| Platz | Land | Sportler          | Zeit (min) |
| ----- | ---- | ----------------- | ---------- |
| 1     | USA  | Bill Johnson      | 1:45,59    |
| 2     | SUI  | Peter Müller      | 1:45,86    |
| 3     | AUT  | Anton Steiner     | 1:45,95    |
| 4     | SUI  | Pirmin Zurbriggen | 1:46,05    |
| 5     | SUI  | Urs Räber         | 1:46,32    |
| 5     | AUT  | Helmut Höflehner  | 1:46,32    |
| 7     | FRG  | Sepp Wildgruber   | 1:46,53    |
| 8     | CAN  | Steve Podborski   | 1:46,59    |
| 9     | CAN  | Todd Brooker      | 1:46,64    |
| 10    | AUT  | Franz Klammer     | 1:47,04    |
| 11    | AUT  | Erwin Resch       | 1:47,06    |
| 12    | FRG  | Klaus Gattermann  | 1:47,12    |
| 13    | LIE  | Günther Marxer    | 1:47,43    |
| 14    | SUI  | Conradin Cathomen | 1:47,63    |
|       |      |                   |            |
| 22    | FRG  | Herbert Renoth    | 1:48,39    |

Datum: 16. Februar, 12:00 Uhr

Ort: Bjelašnica

Start: 2076 m, Ziel: 1273 m

Höhendifferenz: 803 m, Streckenlänge: 3066 m

Tore: 34
Das Rennen war witterungsbedingt vorerst vom 9. Februar auf 12. Februar und letztlich auf den 16. Februar verschoben worden und fand am selben Tag wie die Damenabfahrt statt. Bill Johnson holte mit Gold die erste US-Herrenmedaille überhaupt in einer Speed-Disziplin.
61 Teilnehmer, davon 60 in der Wertung. Ausgeschieden: Peter Dürr (FRG).

### Riesenslalom
| Platz | Land | Sportler       | Zeit (min) |
| ----- | ---- | -------------- | ---------- |
| 1     | SUI  | Max Julen      | 2:41,18    |
| 2     | YUG  | Jure Franko    | 2:41,41    |
| 3     | LIE  | Andreas Wenzel | 2:41,75    |
| 4     | AUT  | Franz Gruber   | 2:42,08    |
| 5     | YUG  | Boris Strel    | 2:42,36    |
| 6     | AUT  | Hubert Strolz  | 2:42,71    |
| 7     | ITA  | Alex Giorgi    | 2:43,00    |
| 8     | USA  | Phil Mahre     | 2:43,25    |
| 9     | YUG  | Bojan Križaj   | 2:43,48    |
| 10    | SUI  | Joël Gaspoz    | 2:43,60    |
| 11    | SUI  | Thomas Bürgler | 2:43,84    |
|       |      |                |            |
| 13    | FRG  | Egon Hirt      | 2:44,11    |
| 23    | LIE  | Günther Marxer | 2:48,79    |

Datum: 14. Februar, 13:30 Uhr

Ort: Bjelašnica

Start: 1745 m, Ziel: 1363 m

Höhendifferenz: 382 m

Tore: 56 (1. Lauf), 55 (2. Lauf)
Zwei große Favoriten schieden schon im ersten Lauf aus: Pirmin Zurbriggen und Hans Enn. Jure Franko arbeitete sich noch von Rang 4 auf Silber vor und sicherte Jugoslawien die erste olympische Alpinmedaille. Der Österreicher Franz Gruber fiel noch von Rang 3 aus den Medaillenrängen.
108 Teilnehmer, davon 76 in der Wertung. Ausgeschieden u. a. (alle 1. Lauf): Grega Benedik (YUG), Hans Enn (AUT), Pirmin Zurbriggen (SUI) Johan Wallner (SWE), Franck Piccard (FRA), Anton Steiner.
(AUT), (43) Michel Vion (FRA).

### Slalom
| Platz | Land | Sportler              | Zeit (min) |
| ----- | ---- | --------------------- | ---------- |
| 1     | USA  | Phil Mahre            | 1:39,41    |
| 2     | USA  | Steve Mahre           | 1:39,62    |
| 3     | FRA  | Didier Bouvet         | 1:40,20    |
| 4     | SWE  | Jonas Nilsson         | 1:40,25    |
| 5     | ITA  | Oswald Tötsch         | 1:40,48    |
| 6     | BUL  | Petar Popangelow      | 1:40,68    |
| 7     | YUG  | Bojan Križaj          | 1:41,51    |
| 8     | SWE  | Lars-Göran Halvarsson | 1:41,70    |
| 9     | SWE  | Stig Strand           | 1:41,95    |
| 10    | SUI  | Thomas Bürgler        | 1:42,03    |

Datum: 19. Februar, 10:30 Uhr

Ort: Bjelašnica

Start: 1563 m, Ziel: 1363 m

Höhendifferenz: 200 m

Tore: 60 (1. Lauf), 58 (2. Lauf)
Bouvets Bronzemedaille war die erste alpine Olympiamedaille für Frankreichs Herren seit 1968. Keiner der vier österreichischen Starter kam ins Klassement (das war bisher nur bei der WM 1970 passiert).
101 Teilnehmer, davon 47 in der Wertung. Ausgeschieden u. a.: Florian Beck (FRG), Hans Enn (AUT), Jure Franko (YUG), Paul Frommelt (LIE), Joël Gaspoz (SUI), Franz Gruber (AUT), Max Julen (SUI), Anton Steiner (AUT), Hubert Strolz (AUT), Michel Vion (FRA), Andreas Wenzel (LIE), Pirmin Zurbriggen (SUI).

## Ergebnisse Frauen

### Abfahrt
| Platz | Land | Sportlerin          | Zeit (min) |
| ----- | ---- | ------------------- | ---------- |
| 1     | SUI  | Michela Figini      | 1:13,36    |
| 2     | SUI  | Maria Walliser      | 1:13,41    |
| 3     | TCH  | Olga Charvátová     | 1:13,53    |
| 4     | SUI  | Ariane Ehrat        | 1:13,95    |
| 5     | TCH  | Jana Gantnerová     | 1:14,14    |
| 6     | FRG  | Marina Kiehl        | 1:14,30    |
| 6     | CAN  | Gerry Sorensen      | 1:14,30    |
| 8     | AUT  | Lea Sölkner         | 1:14,39    |
| 9     | AUT  | Elisabeth Kirchler  | 1:14,55    |
| 10    | AUT  | Veronika Wallinger  | 1:14,76    |
|       |      |                     |            |
| 12    | SUI  | Brigitte Oertli     | 1:14,93    |
| 13    | AUT  | Sylvia Eder         | 1:14,97    |
| 14    | FRG  | Heidi Wiesler       | 1:14,98    |
| 17    | FRG  | Regine Mösenlechner | 1:15,16    |
| 23    | FRG  | Irene Epple         | 1:15,65    |
| 17    | LIE  | Jolanda Kindle      | 1:16,89    |

Datum: 16. Februar, 10:30 Uhr

Ort: Jahorina

Start: 1872 m, Ziel: 1325 m

Höhendifferenz: 547 m, Streckenlänge: 1965 m

Tore: 28
32 Teilnehmerinnen, davon 30 in der Wertung. Olga Charvátová gewann für die Tschechoslowakei die erste alpine Olympiamedaille überhaupt.

### Riesenslalom
| Platz | Land | Sportlerin             | Zeit (min) |
| ----- | ---- | ---------------------- | ---------- |
| 1     | USA  | Debbie Armstrong       | 2:20,98    |
| 2     | USA  | Christin Cooper        | 2:21,38    |
| 3     | FRA  | Perrine Pelen          | 2:21,40    |
| 4     | USA  | Tamara McKinney        | 2:21,83    |
| 5     | FRG  | Marina Kiehl           | 2:22,03    |
| 6     | ESP  | Blanca Fernández Ochoa | 2:22,14    |
| 7     | SUI  | Erika Hess             | 2:22,51    |
| 8     | TCH  | Olga Charvátová        | 2:22,57    |
| 9     | CAN  | Liisa Savijarvi        | 2:22,73    |
| 10    | FRA  | Anne-Flore Rey         | 2:22,95    |
|       |      |                        |            |
| 12    | SUI  | Michela Figini         | 2:23,34    |
| 13    | FRG  | Maria Epple            | 2:23,65    |
| 14    | AUT  | Anni Kronbichler       | 2:24,17    |
| 15    | SUI  | Monika Hess            | 2:24,58    |
| 19    | LIE  | Petra Wenzel           | 2:24,94    |
| 21    | FRG  | Irene Epple            | 2:25,52    |
| 24    | FRG  | Michaela Gerg          | 2:26,28    |
| 27    | AUT  | Roswitha Steiner       | 2:26,56    |
| 34    | AUT  | Sylvia Eder            | 2:29,03    |

Datum: 13. Februar, 12:00 Uhr

Ort: Jahorina

Start: 1665 m, Ziel: 1328 m

Höhendifferenz: 337 m

Tore: 51 (1. Lauf), 55 (2. Lauf)
Der erste Lauf wurde bei Sonnenschein, der zweite bei leichtem Schneefall ausgetragen. 54 Teilnehmerinnen, davon 43 in der Wertung. Ausgeschieden u. a.: Jana Gantnerová (TCH), Elisabeth Kirchler (AUT), Ursula Konzett (LIE), Fabienne Serrat (FRA), Maria Walliser (SUI).

### Slalom
| Platz | Land | Sportlerin        | Zeit (min) |
| ----- | ---- | ----------------- | ---------- |
| 1     | ITA  | Paoletta Magoni   | 1:36,47    |
| 2     | FRA  | Perrine Pelen     | 1:37,38    |
| 3     | LIE  | Ursula Konzett    | 1:37,50    |
| 4     | AUT  | Roswitha Steiner  | 1:37,84    |
| 5     | SUI  | Erika Hess        | 1:37,91    |
| 6     | POL  | Małgorzata Tlałka | 1:37,97    |
| 7     | ITA  | Maria Rosa Quario | 1:37,99    |
| 8     | AUT  | Anni Kronbichler  | 1:38,05    |
| 9     | ITA  | Daniela Zini      | 1:38,15    |
| 10    | TCH  | Olga Charvátová   | 1:38,66    |
| 11    | SUI  | Monika Hess       | 1:38,67    |
| 12    | FRG  | Maria Epple       | 1:38,77    |
|       |      |                   |            |
| 17    | LIE  | Jolanda Kindle    | 1:46,43    |

Datum: 17. Februar, 11:30 Uhr

Ort: Jahorina

Start: 1840 m, Ziel: 1670 m

Höhendifferenz: 170 m

Tore: 57 (1. Lauf), 59 (2. Lauf)
Magoni (1982 Siegerin der Kombination bei der Junioren-WM in Auron) verbesserte sich von Rang 4 im ersten Lauf zum Titel und holte das erste alpine Olympiagold überhaupt für die italienischen Damen. Zuvor hatte sie noch kein Weltcuprennen gewonnen.
45 Teilnehmerinnen, davon 21 in der Wertung. Ausgeschieden u. a.: Christin Cooper (USA), Blanca Fernández Ochoa (ESP), Christelle Guignard (FRA), Tamara McKinney (USA), Dorota Mogore-Tlałka (POL), Brigitte Oertli (SUI), Anne-Flore Rey (FRA), Lea Sölkner (AUT), Veronika Wallinger (AUT), Petra Wenzel (LIE).

## Trivia
- Mehrere Ex-Skirennläufer waren bei Zeitungen oder im Fernsehen als Gastschreiber oder „TV-Experten“ eingesetzt. So verfasste Rosi Mittermaier Kolumnen in der Bild-Zeitung, ihr Mann Christian Neureuther stand dem ZDF zur Verfügung, Ken Read hatte einen „Job“ beim kanadischen Fernsehen.[26]
- Nicht ideal verlief die Anreise des ÖSV-Herren-Technikerteams, welches 21 Stunden unterwegs war. Die Abreise gab es am 12. Februar um 7 h mit dem Zug nach Zürich, von dort per Flug nach Zagreb, wo aber ein 12-stündiger Aufenthalt dazwischen kam, ehe der Weiterflug nach Sarajevo möglich war.[27]

## Verletzungen
So wie bei den Damen Irene Epple (siehe bitte Artikel zur „Damenabfahrt“), konnte Todd Brooker trotz eines bei der Weltcup-Abfahrt bei der Steilhangausfahrt in Kitzbühel erlittenen Seitenbandeinrisses im rechten Knie in der Olympia-Abfahrt starten.